# 麦宿镇
麦宿镇, 2020前称为达马乡，是中华人民共和国四川省甘孜藏族自治州德格县下辖的一个乡镇级行政单位。

## 行政区划
麦宿镇下辖以下地区：
绒麦隆村、荒达村、木岳村、美丽村、折东村、日卡村和贡空村。